# Лінтур Петро Васильович
Лінтур Петро Васильович (4 травня 1909, с. Горонда Мукачівського району — 3 лютого 1969, Ужгород) — український фольклорист і літературознавець.

## Життєпис

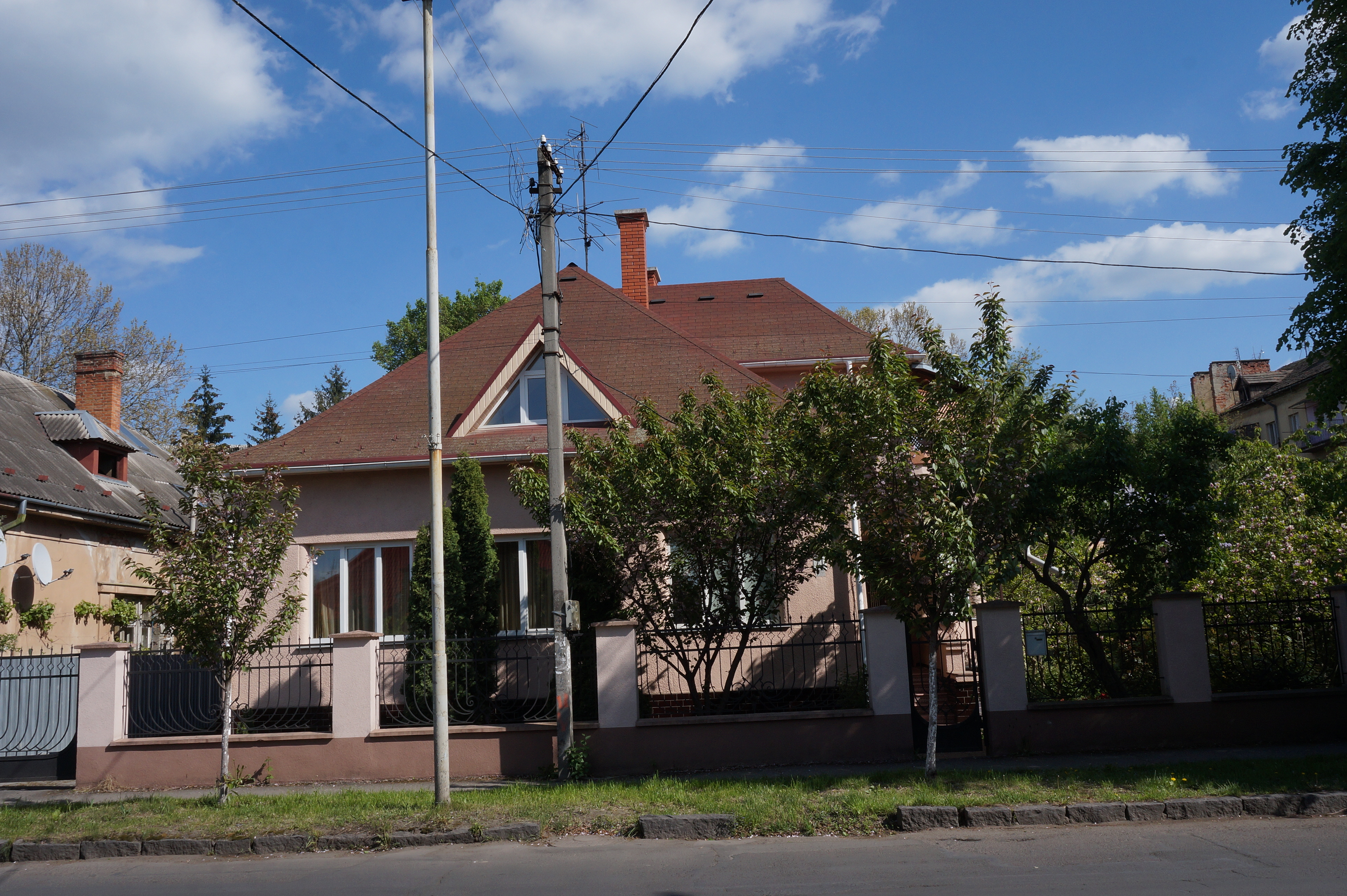
Будинок, в якому жив П. Лінтур. Ужгород, вул. Митна, 21

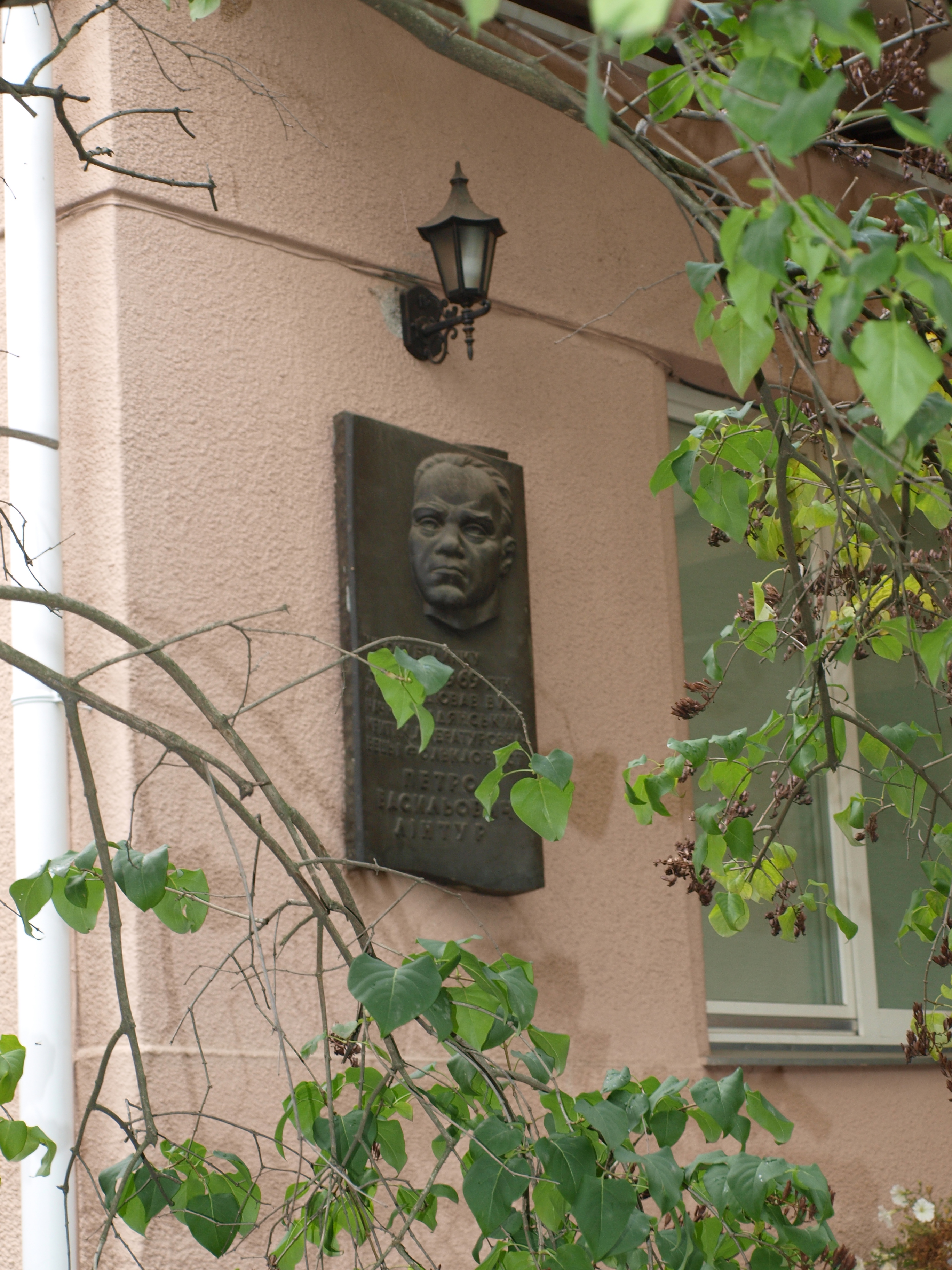
Пам'ятна дошка на будинку, в якому жив П. Лінтур. Ужгород, вул. Митна, 21

Народився Петро Лінтур 4 травня 1909 р. в с. Горонда Мукачівського району Закарпатської області в селянській родині.  
1937 р. закінчив Празький університет. Працював викладачем історії та літератури в Хустській гімназії, де організував літературний гурток. Разом з учнями працював над зібранням і опрацюванням фольклору Закарпаття. З 1944 р. — заступник голови Народної Ради Закарпатської України і директор гімназії в Хусті.
У 1946 р. він був уповноваженим Ради у справах РПЦ при облвиконкомі і причетний до спроб радянського режиму ліквідувати Греко-католицьку Церкву на Закарпатті. Свідчення цьому — документи, які перебувають на збереженні у Державному архіві Закарпатської області.
З 1953 — доцент Ужгородського університету. Зусиллями Лінтура були введені до наукового обігу і стали доступними широкому колові читачів сотні казок, легенд та балад Закарпаття та інших регіонів України.
Зібрані пам'ятки усної народної творчості публікувалися Лінтуром в збірниках «Народні балади Закарпаття» (1959), «Казки зелених гір» (1966), «Три золоті слова» (1968), «Дідо-Всевідо»(1969). Особливої популярності набув збірник «Закарпатські казки Андрія Калина» (1955 р.). Він вміщував сорок народних казок, записаних Петром Лінтуром.
Книга отримала чимало схвальних відгуків. Згодом її було перекладено російською та чеською мовами. Збірники «Казки одного села» (1979) та «Зачаровані казкою» (1984) вийшли по смерті ученого. Петру Лінтуру належить чимало статей присвячених проблемам зародження жанру народних балад, побутування казкового епосу, українсько-російським літературним зв'язкам, паралелям в усній народній творчості українців та інших слов'янських народів.
Помер Лінтур 3 лютого 1969 р. в м. Ужгороді. Основна заслуга Лінтура полягає в тому, що ученому вдалося зібрати, вивчити і опублікувати безцінну фольклорну спадщину українського Закарпаття.